# The Genius：黑色石榴石第四回合
《The Genius：黑色石榴石》（韓語：더 지니어스: 블랙 가넷），是韓國TVN電視台的心理戰遊戲綜藝節目《The Genius》系列第三季，逢周三晚間11點30分（韓國時間）播出，邀請13位各界精英參賽，透過遊戲進行玩家間的心理攻防戰，每集淘汰一名參賽者。遊戲最初每位玩家都有一個寶石籌碼，每個寶石籌碼價值100萬韓圜，玩家通過遊戲賺取寶石籌碼，最終勝利時可以兌換相應金額的獎金。 

《The Genius：黑色石榴石》（韓語：더 지니어스: 블랙 가넷）第四回合於2014年10月22日首播。該回合的主要競賽 (Main Match)是《劍與盾》（韓語：검과 방패），死亡競賽 (Death Match)是《雙面撲克》（韓語：양면포커）。該回合舉行了黑色任務(Black Mission)，而黑色任務是《聯!合!》（韓語：결! 합!）

## 主要競賽：劍與盾

### 遊戲規則
1. 玩家們在遊戲開始前將會分成兩組：Verità (真相) 和 Falso (謊言)。
2. 每組的組成將用Drafting方式，而每組做的首位成員是第三回合的優勝者。金宥賢成為Verità的首位成員；劉秀真成為Falso的首位個成員。
3. 每組將輪流獨自進入莊家房間決定普通隊員和隊長。每組的隊長身分除了隊長本人外將不會公開。
4. 任何一組的隊長死亡後，對組將獲勝。
5. 每組將會獲得十件武器牌，而每組將決定分配方法：

```
*4把單刀：將在被攻擊者身上使用一次攻擊。沒有使用上限。
*1把雙刀：將在被攻擊者身上使用二次攻擊。沒有使用上限。
*3面盾牌：在被攻擊時候可以防禦攻擊。只可以放禦三次攻擊，之後將失去防禦能力。
*2隻空手：沒有攻擊或防禦能力。
```

1. 每位隊員將獲得兩件武器，而他們要把武器牌放在左手或右手的密封口袋𥚃。在遊戲開始後將不可以再改動。
2. 每組將決定自己隊員的攻擊順序。在遊戲開始後將不可以再改變。當第一名玩家攻擊完後，攻擊機會將交給對方的第一名玩家，然後再交回這組的第二名玩家，如此類推。
3. 玩家在自己的攻擊機會可以選擇放棄攻擊或攻擊對組玩家。
4. 當玩家攻擊時，將在不公開自己的武器牌的情況下，告訴被攻擊玩家自己將會使用的攻擊武器。
5. 玩家可以說謊聲稱與自己的武器牌不相符的武器攻擊對方，但如果對方任何玩家覺得攻擊玩家說謊的話，他/她可以提出「質疑」。
6. 當玩家提出「質疑」降時，攻擊玩家將要公開他的武器牌。如果武器牌和攻擊玩家提出的攻擊武器是一樣的話，提出「質疑」的玩家將會死亡。如果武器牌和攻擊玩家提出的攻擊武器是不同的話，提出攻擊玩家將會死亡。
7. 被攻擊玩家將要防禦攻擊，但他也可以說謊聲稱與自己的武器牌不相符的武器防禦對方。當玩家提出「質疑」降時，被攻擊玩家將要公開他的武器牌。如果武器牌和被攻擊玩家提出的防禦武器是一樣的話，提出「質疑」的玩家將會死亡。如果武器牌和防禦玩家提出的攻擊武器是不同的話，防禦玩家將會死亡。
8. 如果玩家沒有能力防禦攻擊，被攻擊玩家將會死亡。
9. 第一位成功「質疑」對方玩家的玩家將獲得一個黑色石榴石。
10. 死亡的玩家將不可以再參與攻擊，他的順序也將會被跳過。
11. 勝出的一組每人將會得到兩個寶石和死亡競賽豁免權。他們也會獲得一個額外的死亡競賽豁免權，可給予對方隊長外的任何一名玩家。他們也會指定一位淘汰候選人。

### 遊戲結果
主要競賽結果
| 隊伍         | Verita | Verita | Verita | Verita | Verita | Falso  | Falso  | Falso  | Falso  | Falso  |
| 人選挑選先後 | 8      | 5      | -      | 4      | 1      | 2      | 3      | -      | 6      | 7      |
| 攻擊先役     | 1      | 2      | 3      | 4      | 5      | 1      | 2      | 3      | 4      | 5      |
| 玩家         | 申雅英 | 崔連勝 | 金宥賢 | 吳玄民 | 李鍾範 | 張東民 | 南輝鐘 | 劉秀真 | 河戀姝 | 金楨勳 |

| 名次   | 玩家   | 成績             |
| ------ | ------ | ---------------- |
| Verità | 吳賢玟 | 優勝者           |
| Verità | 崔連勝 | 優勝者           |
| Verità | 申雅英 | 優勝者           |
| Verità | 金宥賢 | 優勝者           |
| Verità | 李鍾範 | 優勝者           |
| Falso  | 劉秀真 | 豁免             |
| Falso  | 張東民 | 共同落敗         |
| Falso  | 河戀姝 | 共同落敗         |
| Falso  | 金楨勳 | 死亡競賽指定對手 |
| Falso  | 南輝鐘 | 淘汰候選人       |

石榴石數目
| 玩家       | 最初紅色石榴石數目 | 變化   | 最終紅色石榴石數目 | 最初黑色石榴石 | 變化   | 最終黑色石榴石數目 |
| ---------- | ------------------ | ------ | ------------------ | -------------- | ------ | ------------------ |
| 劉秀真     | 4                  | +6 1   | 10                 | 1              | -1     | 0                  |
| 吳賢玟     | 5                  | +2     | 7                  | 0              | 0      | 0                  |
| 申雅英     | 3                  | +2     | 5                  | 1              | +12/-1 | 1                  |
| 崔連勝     | 0                  | +5 3   | 5                  | 1              | -1     | 0                  |
| 河戀姝     | 5                  | 0      | 5                  | 0              | 0      | 0                  |
| 張東民     | 4                  | 0      | 4                  | 0              | 0      | 0                  |
| 李鍾範     | 2                  | +2     | 4                  | 0              | 0      | 0                  |
| 金宥賢     | 4                  | +2/-33 | 3                  | 1              | 0      | 1                  |
| 南輝鐘     | 4                  | -41    | 0                  | 0              | 0      | 0                  |
| 金楨勳     | 2                  | -21    | 0                  | 0              | 0      | 0                  |
|            |                    |        |                    |                |        |                    |
| 石榴石數目 | 33                 | +10    | 43                 | 4              | -2     | 2                  |

注解 

^1   金楨勳和南輝鐘的所有石榴石都給劉秀真托管。

^2  申雅英在遊戲中因為是第一成功「質疑」對方的玩家，所以獲得1個石榴石。

^3  金宥賢將崔連勝上回合托管的石榴石全數歸還。

## 黑色任務：聯!合!

### 遊戲規則
1. 聯!合!是在9張圖像中找出3張屬性(圖像形狀、圖像顏色、背景顏色)相同或不同的遊戲。
2. 三種屬性(圖像形狀、圖像顏色、背景顏色)各自組合，可形成27張圖像，每回合公開9張。
3. 在上述三種屬性找到完全相同或完全不同，稱為合。若再沒有合，稱為聯。
4. 挑戰者將要在一回合的圖像正確找出所有的合和聯，而限時100秒。
5. 挑戰者一定要找對所有正確的合，如果合是不正確或聯是不正確或限時之內沒能完成的話，挑戰失敗。

### 遊戲結果
黑色任務結果 

金楨勳挑戰失敗
|            | 死亡競賽玩家 | 死亡競賽玩家 |
| ---------- | ------------ | ------------ |
| 黑色任務前 | 南輝鐘       | 金楨勳       |
|            |              |              |
| 黑色任務後 | 南輝鐘       | 金楨勳       |

## 死亡競賽：雙面撲克

### 遊戲規則
1. 雙面撲克一共有90張牌。每張牌有黑白兩面，而黑白兩面的數字均不同。
2. 每名玩家在遊戲開始前有30枚籌碼。
3. 莊家在每輪前將給每名玩家一張牌，而兩名玩家的牌的白面都是公開的。牌的黑面均只有玩家本人才知道。
4. 每輪開始時，玩家要每人繳付1枚籌碼作底注。
5. 「先」玩家將會率先Betting，而每回合的優勝玩家將在下一回合成為「先」玩家。
6. 遊戲一共有4種Betting：

- Call：

兩人所下遊戲籌碼數相同，每名玩家將在b自己下注的一面比較數字大小，數字大者獲得獎池中所有籌碼。
- Raise：

一方加任意數量的遊戲籌碼，另一方選擇跟或者棄，直到Call或Fold。
- Fold：

一方選擇放棄，則另一方獲得所有遊戲籌碼，如果數字一樣，則保留遊戲籌碼進入下一輪。
- 雙面Betting:

玩家需要在白面和黑面都下對方下注的數目。如果玩家本人的牌的黑面和白面的數字都比對方黑白面都大的話，就可以獲得獎池中所有籌碼和對方需要額外給玩家10枚遊戲籌碼。如果玩家本人的牌的黑面和白面的數字任何一個數字比對方黑白面一樣或小的話，對方則可以獲得獎池中所有籌碼。

1. 當其中一名玩家失去所有籌碼時，遊戲結束，而該名玩家將成為最終淘汰者。

### 遊戲結果
南輝鐘，金楨勳
| 玩家   | 勝負       |
| ------ | ---------- |
| 南輝鐘 | 最終淘汰者 |
| 金楨勳 | 優勝者     |

石榴石數目
| 玩家       | 最初紅色石榴石數目 | 變化  | 最終紅色石榴石數目 | 最初黑色石榴石數目 | 變化 | 最終黑色石榴石數目 |
| ---------- | ------------------ | ----- | ------------------ | ------------------ | ---- | ------------------ |
| 吳賢玟     | 7                  | 0     | 7                  | 0                  | 0    | 0                  |
| 河戀姝     | 5                  | +11   | 6                  | 0                  | 0    | 0                  |
| 劉秀真     | 10                 | -51,2 | 5                  | 0                  | 0    | 0                  |
| 申雅英     | 5                  | 0     | 5                  | 1                  | 0    | 1                  |
| 張東民     | 4                  | +11   | 5                  | 0                  | 0    | 0                  |
| 崔連勝     | 5                  | 0     | 5                  | 0                  | 0    | 0                  |
| 李鍾範     | 4                  | 0     | 4                  | 0                  | 0    | 0                  |
| 金宥賢     | 3                  | 0     | 3                  | 1                  | 0    | 1                  |
| 金楨勳     | 0                  | +31   | 3                  | 0                  | +1   | 1                  |
|            |                    |       |                    |                    |      |                    |
| 南輝鐘     | 0                  | 0     | 淘汰               | 0                  | 0    | 淘汰               |
|            |                    |       |                    |                    |      |                    |
| 石榴石數目 | 43                 | 0     | 43                 | 2                  | +1   | 3                  |

注解 

^1  劉秀真根據南輝鐘的意願將南輝鐘托管的石榴石平均分給所有Falso組員。

^2   劉秀真將金楨勳托管的石榴石原數歸還。

## 資料來源
節目內容、參賽者資料、遊戲規則資訊來自 The Genius 遊戲的法則官方網站（页面存档备份，存于）